# 대한민국 산업통상자원부

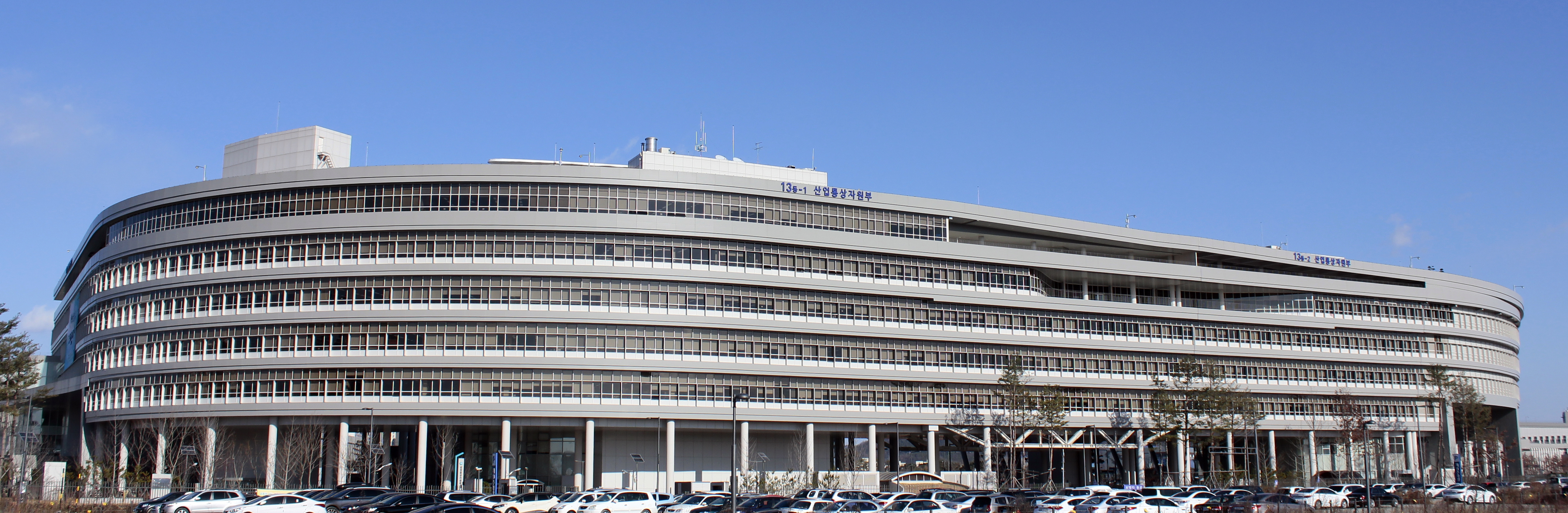
산업통상자원부 청사

산업통상자원부(産業通商資源部)는 상업·무역·공업·통상, 통상교섭 및 통상교섭에 관한 총괄·조정, 외국인 투자, 중견기업, 산업기술 연구개발정책 및 에너지·지하자원에 관한 사무를 관장하는 대한민국의 중앙행정기관이다. 장관은 국무위원으로, 차관 및 통상교섭본부장은 정무직공무원으로 보한다.

## 소관 사무
- 상업·무역·공업·통상에 관한 사무
- 통상교섭 및 통상교섭에 관한 총괄·조정에 관한 사무
- 외국인 투자에 관한 사무
- 중견기업에 관한 사무
- 산업기술 연구개발정책에 관한 사무
- 에너지·지하자원에 관한 사무

## 연혁
- 1948년 7월 17일: 상공부를 설치.[4]
- 1949년 5월 23일: 특허국을 외국으로 분리.[5]
- 1961년 5월 10일: 중앙계량국을 외국으로 분리.[6]
- 1961년 8월 3일: 표준국을 외국으로 분리.[7]
- 1973년 1월 16일: 상공부의 소관 업무 일부를 이관하여 공업단지관리청을 분리.[8]
- 1977년 3월 12일: 공업단지관리청을 공업단지국으로 개편하여 상공부로 흡수.[9]
- 1978년 1월 1일: 동력에 관한 사무를 이관하여 동력자원부를 설치.[10]
- 1993년 3월 6일: 상공부와 동력자원부를 통합하여 상공자원부를 설치.[11]
- 1994년 12월 23일: 통상산업부로 개편.[12]
- 1996년 2월 9일: 공업진흥청으로부터 산업표준·계량 및 품질안전에 관한 사무를 이관받음.[13]
- 1998년 2월 28일: 산업자원부로 개편. 통상교섭에 관한 사무를 외교통상부로 이관.[14]
- 2008년 2월 29일: 지식경제부로 개편. 과학기술부로부터 일부 소관사무를, 정보통신부로부터 정보통신·전파관리·우편·우편환 및 우편대체에 관한 사무를 이관받음. 산업기술인력 양성에 관한 사무를 교육과학기술부로, 전파·통신에 관한 사무를 방송통신위원회로 이관.[15]
- 2013년 3월 23일: 산업통상자원부로 개편. 정보통신산업과 우편·우편환 및 우편대체에 관한 사무를 미래창조과학부로 이관. 기획재정부로부터 무역협정 국내대책에 관한 사무를, 외교통상부로부터 외국과의 통상교섭 및 통상교섭에 관한 총괄·조정에 관한 사무를 이관받음.[16]
- 2017년 7월 26일: 중소기업청으로부터 중견기업에 관한 사무를 이관받고, 중소벤처기업부에 지역산업 지원에 관한 사무를 이관.[17]

### 역대 로고

2013년부터 2016년까지 사용된 산업통상자원부 로고

## 조직
| 실·국                      | 정책관·심의관실      | 담당관실·과                                                                                  |
| 장관 산하 하부조직         | 장관 산하 하부조직   | 장관 산하 하부조직                                                                           |
| -------------------------- | -------------------- | -------------------------------------------------------------------------------------------- |
| 대변인실                   | 대변인실             | 홍보담당관실                                                                                 |
| 감사관실                   | 감사관실             | 감사담당관실                                                                                 |
| 장관정책보좌관실           |                      |                                                                                              |
| 제1차관 산하 하부조직      |                      |                                                                                              |
| 기획조정실                 | 정책기획관실         | 기획재정담당관실ㆍ혁신행정담당관실ㆍ규제개혁법무담당관실ㆍ정보관리담당관실ㆍ정보보호담당관실 |
| 기획조정실                 | 비상기획관실         | 산업재난담당관실                                                                             |
|                            |                      | 운영지원과                                                                                   |
| 산업정책실                 | 산업정책관실         | 산업정책과ㆍ산업일자리혁신과ㆍ산업환경과                                                     |
| 산업정책실                 | 산업공급망정책관실   | 산업공급망정책과ㆍ소재부품장비개발과ㆍ철강세라믹과                                           |
| 산업정책실                 | 제조산업정책관실     | 기계로봇항공과ㆍ자동차과ㆍ조선해양플랜트과ㆍ바이오융합산업과ㆍ미래자동차산업과               |
| 산업정책실                 | 첨단산업정책관실     | 엔지니어링디자인과ㆍ반도체과ㆍ배터리전기전자과ㆍ섬유탄소나노과ㆍ화학산업팀ㆍ디스플레이가전팀 |
| 산업기반실                 | 산업기술융합정책관실 | 산업기술정책과ㆍ산업기술개발과ㆍ산업기술시장혁신과                                           |
| 산업기반실                 | 지역경제정책관실     | 지역경제총괄과ㆍ지역경제진흥과ㆍ입지총괄과                                                   |
| 산업기반실                 | 중견기업정책관실     | 중견기업정책과ㆍ중견기업지원과ㆍ유통물류과ㆍ규제샌드박스팀                                   |
| 제2차관 산하 하부조직      |                      |                                                                                              |
| 에너지정책실               | 에너지정책관실       | 에너지정책과ㆍ에너지효율과ㆍ에너지기술과                                                     |
| 에너지정책실               | 전력정책관실         | 전력산업정책과ㆍ전력시장과ㆍ신산업분산에너지과ㆍ전력계통혁신과                               |
| 에너지정책실               | 재생에너지정책관실   | 재생에너지정책과ㆍ재생에너지산업과ㆍ재생에너지보급과                                         |
| 에너지정책실               | 수소경제정책관실     | 수소경제정책과ㆍ수소산업과ㆍ에너지안전과                                                     |
| 자원산업정책국             | 자원산업정책국       | 자원안보정책과ㆍ석유산업과ㆍ가스산업과ㆍ석탄광물산업과                                       |
| 원전산업정책국             | 원전산업정책국       | 원전산업정책과ㆍ원전수출진흥과ㆍ원전환경과ㆍ원전지역협력과                                   |
| 통상교섭본부 산하 하부조직 |                      |                                                                                              |
| 통상차관보                 |                      |                                                                                              |
| 통상정책국                 | 통상정책국           | 통상정책총괄과ㆍ미주통상과ㆍ구주통상과                                                       |
|                            | 신통상전략지원관실   | 신통상전략과ㆍ디지털경제통상과ㆍ기후에너지통상과                                             |
| 통상협력국                 | 통상협력국           | 통상협력총괄과ㆍ동북아통상과ㆍ아주통상과ㆍ중동아프리카통상과                                 |
| 통상교섭실                 | 자유무역협정정책관실 | 자유무역협정정책기획과ㆍ자유무역협정이행과ㆍ통상협정활용과                                   |
| 통상교섭실                 | 자유무역협정교섭관실 | 자유무역협정협상총괄과ㆍ자유무역협정상품과ㆍ자유무역협정서비스투자과ㆍ자유무역협정무역규범과 |
| 통상교섭실                 | 다자통상법무관실     | 통상법무기획과ㆍ세계무역기구과ㆍ다자통상협력과ㆍ통상분쟁대응과ㆍ인도태평양통상기획팀         |
| 통상교섭실                 | 원전전략기획관실     |                                                                                              |
| 무역투자실                 | 무역정책관실         | 무역정책과ㆍ무역진흥과ㆍ수출입과                                                             |
| 무역투자실                 | 투자정책관실         | 투자정책과ㆍ투자유치과ㆍ해외투자과                                                           |
| 무역투자실                 | 무역안보정책관실     | 무역안보정책과ㆍ무역안보심사과ㆍ기술안보과                                                   |

### 소속기관
- 장관의 관장 사무를 지원하는 기관
  - 국가기술표준원, 경제자유구역기획단, 광업등록사무소
- 장관의 소관 사무를 분장하는 기관
  - 자유무역지역관리원, 광산안전사무소
- 전기위원회

### 소속 위원회

#### 행정위원회
| 위원회명   | 주관부처       | 설치근거                                              | 비고 |
| ---------- | -------------- | ----------------------------------------------------- | ---- |
| 무역위원회 | 산업통상자원부 | 불공정무역행위조사 및 산업피해구제에 관한 법률 제27조 |      |
| 전기위원회 | 산업통상자원부 | 전기사업법 제53조                                     |      |

#### 자문위원회
| 위원회명                         | 주관부처       | 설치근거                                                           | 비고 |
| -------------------------------- | -------------- | ------------------------------------------------------------------ | ---- |
| 가스사고조사위원회               | 산업통상자원부 | 고압가스안전관리법 제26조의2                                       |      |
| 경제자유구역위원회               | 산업통상자원부 | 경제자유구역의 지정 및 운영에 관한 특별법 제25조                   |      |
| 공론화위원회                     | 산업통상자원부 | 방사성폐기물관리법 제6조의2                                        |      |
| 공산품안전심의위원회             | 산업통상자원부 | 품질경영 및 공산품안전관리법 제11조                                |      |
| 광업조정위원회                   | 산업통상자원부 | 광업법 제92조                                                      |      |
| 국가에너지절약추진위원회         | 산업통상자원부 | 에너지이용합리화법 제5조                                           |      |
| 국가전자무역위원회               | 산업통상자원부 | 전자무역촉진에 관한 법률 제5조                                     |      |
| 국가표준심의회                   | 산업통상자원부 | 국가표준기본법 제5조                                               |      |
| 로봇산업정책협의회               | 산업통상자원부 | 지능형로봇개발보급촉진법 제5조의2                                  |      |
| 무역조정지원위원회               | 산업통상자원부 | 자유무역협정체결에 따른 무역조정지원에 관한 법률 14조              |      |
| 방사성폐기물관리기금운용심의회   | 산업통상자원부 | 방사성폐기물관리법 시행령 제19조                                   |      |
| 부품소재발전위원회               | 산업통상자원부 | 부품소재전문기업 등의 육성에 관한 특별 조치법 제35조               |      |
| 뿌리산업발전위원회               | 산업통상자원부 | 뿌리산업진흥과첨단화에 관한 법률 제7조                             |      |
| 산업기술분쟁조정위원회           | 산업통상자원부 | 산업기술의 유출방지 및 보호에 관한 법률 제23조                     |      |
| 산업표준심의회                   | 산업통상자원부 | 산업표준화법 제4조                                                 |      |
| 신재생에너지정책심의회           | 산업통상자원부 | 신에너지 및 재생에너지 이용, 보급 촉진법 제8조                     |      |
| 에너지위원회                     | 산업통상자원부 | 에너지법 제9조                                                     |      |
| 엔지니어링산업정책심의위원회     | 산업통상자원부 | 엔지니어링산업진흥법 제6조                                         |      |
| 외국인투자위원회                 | 산업통상자원부 | 외국인투자촉진법 제27조                                            |      |
| (해외광물자원개발사업)융자심의회 | 산업통상자원부 | 해외자원개발사업법 시행령 제11조의2                                |      |
| 이러닝진흥위원회                 | 산업통상자원부 | 이러닝산업발전법 제8조                                             |      |
| 자유무역협정국내대책위원회       | 산업통상자원부 | 자유무역협정국내대책위원회규정 제1조                               |      |
| 전력정책심의회                   | 산업통상자원부 | 전기사업법 제47조의2                                               |      |
| 전시산업발전심의위원회           | 산업통상자원부 | 전시산업발전법 제5조                                               |      |
| 주변지역지원사업심의위원회       | 산업통상자원부 | 발전소주변지역지원에 관한 법률 제3조                               |      |
| 통상교섭민간자문위원회           | 산업통상자원부 | 통상조약의 체결절차 및 이행에 관한 법률 제 21조                    |      |
| 특정물질수급조정심의회           | 산업통상자원부 | 오존층보호를 위한 특정물질의 제조규제 등에 관한 법률 시행령 제11조 |      |
| 항공우주산업개발정책심의회       | 산업통상자원부 | 항공우주산업개발촉진법 제14조                                      |      |
| 해저광물자원개발심의위원회       | 산업통상자원부 | 해저광물자원개발법 제2조의3                                        |      |

## 정원
산업통상자원부에 두는 공무원의 정원은 다음과 같다.
| 총계      | 총계                        | 968명 |
| --------- | --------------------------- | ----- |
| 정무직 계 | 정무직 계                   | 4명   |
|           | 장관                        | 1명   |
|           | 차관                        | 2명   |
|           | 본부장                      | 1명   |
|           |                             |       |
| 별정직 계 | 별정직 계                   | 7명   |
|           | 고위공무원단                | 1명   |
|           | 3급 상당 이하 5급 상당 이상 | 2명   |
|           | 6급 상당 이하               | 4명   |
|           |                             |       |
| 일반직 계 | 일반직 계                   | 957명 |
|           | 고위공무원단                | 34명  |
|           | 3급 이하 5급 이상           | 540명 |
|           | 6급 이하                    | 362명 |
|           | 전문직공무원                | 18명  |
|           | 전문경력관                  | 3명   |

## 재정
총수입·총지출 기준 2023년 재정 규모는 다음과 같다.
| 구분                         | 세입예산             | 작년 대비 증감 |
| ---------------------------- | -------------------- | -------------- |
| 일반회계                     | 1829억 4400만 원     | -91.99%        |
| 국가균형발전특별회계         | 1227억 9600만 원     | +46.31%        |
| 에너지 및 자원사업 특별회계  | 2조 4519억 9700만 원 | +1067.39%      |
| 산업기술진흥및사업화촉진기금 | 784억 3800만 원      | -18.83%        |
| 전력산업기반기금             | 2조 8603억 8700만 원 | 순증           |
| 방사성폐기물관리기금         | 1조 890억 200만 원   | +28.32%        |
|                              |                      |                |
| 합계                         | 6조 7993억 5100만 원 | +16.99%        |

| 구분                             | 구분                             | 구분                             | 세출예산             | 작년 대비 증감 |
| -------------------------------- | -------------------------------- | -------------------------------- | -------------------- | -------------- |
| 일반회계                         | 일반회계                         | 일반회계                         | 4조 813억 200만 원   | +3.95%         |
|                                  | 무역 및 투자유치                 | 무역 및 투자유치                 | 6480억 5500만 원     | -3.81%         |
|                                  | 에너지 및 자원개발               | 에너지 및 자원개발               | 54억 500만 원        | +132.47%       |
|                                  | 산업·중소기업일반                | 산업·중소기업일반                | 1724억 200만 원      | -1.04%         |
|                                  | 산업혁신지원                     | 산업혁신지원                     | 3조 2554억 4000만 원 | +5.83%         |
| 국가균형발전특별회계             | 국가균형발전특별회계             | 국가균형발전특별회계             | 8393억 8900만 원     | -5.1%          |
|                                  | 산업혁신지원                     | 산업혁신지원                     | 7737억 2600만 원     | -6.18%         |
|                                  | 물류등기타                       | 물류등기타                       | 656억 6300만 원      | +9.8%          |
| 에너지 및 자원사업 특별회계      | 에너지 및 자원사업 특별회계      | 에너지 및 자원개발               | 1조 8308억 8200만 원 | +16.69%        |
| 산업기술진흥및사업화촉진기금     | 산업기술진흥및사업화촉진기금     | 산업혁신지원                     | 409억 1300만 원      | -3.44%         |
| 전력산업기반기금                 | 전력산업기반기금                 | 에너지 및 자원개발               | 2조 4068억 3500만 원 | -17.23%        |
| 방사성폐기물관리기금             | 방사성폐기물관리기금             | 에너지 및 자원개발               | 1786억 7600만 원     | +24.32%        |
| 소재·부품·장비경쟁력강화특별회계 | 소재·부품·장비경쟁력강화특별회계 | 소재·부품·장비경쟁력강화특별회계 | 1조 6956억 6600만 원 | +0.74%         |
|                                  | 에너지 및 자원개발               | 에너지 및 자원개발               | 1864억 원            | +1.19%         |
|                                  | 산업혁신지원                     | 산업혁신지원                     | 1조 5092억 6600만 원 | +0.68%         |
|                                  |                                  |                                  |                      |                |
| 합계                             | 합계                             | 합계                             | 11조 736억 6300만 원 | -17.23%        |

## 같이 보기
- 외청
  - 특허청
- 산업통상자원부 장관
- 산업통상자원부 차관
- 통상교섭본부장
- 산업통상자원부 통상차관보

### 내용주
1. 1 2  개방형 직위.
2. ↑  3명을 두며 1명은 고위공무원단 나등급에 속하는 별정직공무원으로, 나머지 2명은 3급 또는 4급 상당 별정직공무원으로 보한다.
3. ↑  2023년 10월 31일까지 존속하는 한시조직.
4. 1 2 3 4  2024년 12월 31일까지 존속하는 한시조직.
5. ↑  2024년 4월 30일까지 존속하는 한시조직.
6. ↑  한시정원 1명 포함.
7. ↑  한시정원 5명 포함.
8. ↑  한시정원 2명 포함.

### 참조주
1. 1 2  「산업통상자원부와 그 소속기관 직제」 별표 3·별표 6·별표 7
2. 1 2  기획재정부. “열린재정 > 재정연구분석 > 재정분석통계 > 예산편성현황(총수입)”. 《열린재정》. 2023년 1월 19일에 확인함.
3. 1 2  기획재정부. “열린재정 > 재정연구분석 > 재정분석통계 > 세목 예산편성현황(총지출)”. 《열린재정》. 2023년 1월 19일에 확인함.
4. ↑  법률 제1호
5. ↑  대통령령 제119호
6. ↑  법률 제615호
7. ↑  각령 제193호
8. ↑  법률 제2437호
9. ↑  법률 제2957호 및 대통령령 제8482호
10. ↑  법률 제3011호
11. ↑  법률 제4541호
12. ↑  법률 제4831호
13. ↑  대통령령 제14908호
14. ↑  법률 제5529호
15. ↑  법률 제8852호
16. ↑  법률 제11690호
17. ↑  법률 제14839호